# Spiegelberg
Spiegelberg település Németországban, azon belül Baden-Württembergben. Lakosainak száma 2163 fő (2023. december 31.).

## Népesség
A település népessége az elmúlt években az alábbi módon változott:
| Lakosok száma | 1596 | 2136 | 2111 | 2142 | 2169 | 2163 |
|               | 1975 | 2017 | 2019 | 2021 | 2022 | 2023 |